# Циклін-залежна кіназа 1
Циклін-залежна кіназа 1 (англ. Cyclin dependent kinase 1) – білок, який кодується геном CDK1, розташованим у людини на короткому плечі 10-ї хромосоми. Довжина поліпептидного ланцюга білка становить 297 амінокислот, а молекулярна маса — 34 095.
| 10         |  | 20         |  | 30         |  | 40         |  | 50         |
| ---------- |  | ---------- |  | ---------- |  | ---------- |  | ---------- |
| MEDYTKIEKI |  | GEGTYGVVYK |  | GRHKTTGQVV |  | AMKKIRLESE |  | EEGVPSTAIR |
| EISLLKELRH |  | PNIVSLQDVL |  | MQDSRLYLIF |  | EFLSMDLKKY |  | LDSIPPGQYM |
| DSSLVKSYLY |  | QILQGIVFCH |  | SRRVLHRDLK |  | PQNLLIDDKG |  | TIKLADFGLA |
| RAFGIPIRVY |  | THEVVTLWYR |  | SPEVLLGSAR |  | YSTPVDIWSI |  | GTIFAELATK |
| KPLFHGDSEI |  | DQLFRIFRAL |  | GTPNNEVWPE |  | VESLQDYKNT |  | FPKWKPGSLA |
| SHVKNLDENG |  | LDLLSKMLIY |  | DPAKRISGKM |  | ALNHPYFNDL |  | DNQIKKM    |

A: Аланін

C: Цистеїн

D: Аспарагінова кислота

E: Глутамінова кислота

F: Фенілаланін

G: Гліцин

H: Гістидин

I: Ізолейцин

K: Лізин

L: Лейцин

M: Метіонін

N: Аспарагін

P: Пролін

Q: Глутамін

R: Аргінін

S: Серин

T: Треонін

V: Валін

W: Триптофан

Кодований геном білок за функціями належить до серин/треонінових протеїнкіназ, рецепторів клітини-хазяїна для входу вірусу, рецепторів, фосфопротеїнів. 
Задіяний у таких біологічних процесах, як апоптоз, клітинний цикл, поділ клітини, мітоз, ацетилювання, альтернативний сплайсинг. 
Білок має сайт для зв'язування з АТФ, нуклеотидами. 
Локалізований у цитоплазмі, цитоскелеті, ядрі, мітохондрії.

## Історія дослідження
Працюючи над проблемою регуляції клітинного циклу дріжджів Schizosaccharomyces pombe, британський біолог Пол Нерс виявив ген cdc2, який кодував протеїнкіназу, що виявилася ключовим регулятором клітинного поділу в цих організмів. Наприкінці 1990-х Нерс виявив гомологічний ген і в геномі людини, який назвав CDK1. За відкриття циклін-залежних кіназ його було нагороджено Нобелівською премією з фізіології або медицини 2001 року.